# Epidauros
Epidaurus (řecky Ἐπίδαυρος, Epídavros) bylo město ve starověkém Řecku. Ve své době bylo významným kulturním i náboženským centrem. Soustředil se zde kult boha Asklépia, kterému zde byl věnován chrám pojmenovaný po něm. Dodnes jsou zde pozůstatky tohoto chrámu a spolu s obrovským dobře zachovaným divadlem tvoří nejdůležitější památky celé oblasti. Díky své výjimečnosti byl Asklépiův chrám zapsán v roce 1988 na Seznam světového dědictví UNESCO.
Epidaurská Asklépiova svatyně byla ve starověku největší léčitelské centrum. V areálu se nacházelo 160 ložnic a léčivé prameny. Podle legendy sem měli posílat nemocné lidi, kterým v noci měl bůh prozradit metodu k léčení jejich nemoci. I po zániku kultu bylo centrum nadále aktivní, a to až do poloviny 5. století, kdy ho již provozovali křesťané.
Zachované divadlo se pyšní úžasnou akustikou, obsahuje 55 řad sedadel, kde se zároveň mohlo bavit až na 14 tisíc lidí, bylo objeveno v 19. století při odkrývacích pracích. Z jeho horních řad lze přehlédnout velkou část celého areálu až ke vstupnímu prostoru, u něhož končila 12 km dlouhá cesta poutníků od přístavu. V areálu se dále nachází moderní muzeum, kde najdeme mnoho o historii tohoto místa. Vlastní posvátný okrsek se rozkládá v háji nedaleko muzea. Byly zde nalezeny pozůstatky místa nejposvátnějšího dórského Asklépiova chrámu, postaveného kolem roku 375. Dále se zde mimo jiné nacházejí vykopávky katagógeia - velkého poutního domu a thólu - pozoruhodné kruhové mramorové stavby, kde byli chováni posvátní hadi, které měl Asklépios ve svém znaku.
V areálu se dále nachází svatyně Apollóna Maleata, chrámy bohyní Artemis a Afrodíta, katagógeion (ubytovna pro poutníky), gymnasion i stadion.